# ラース・スヴェンセン

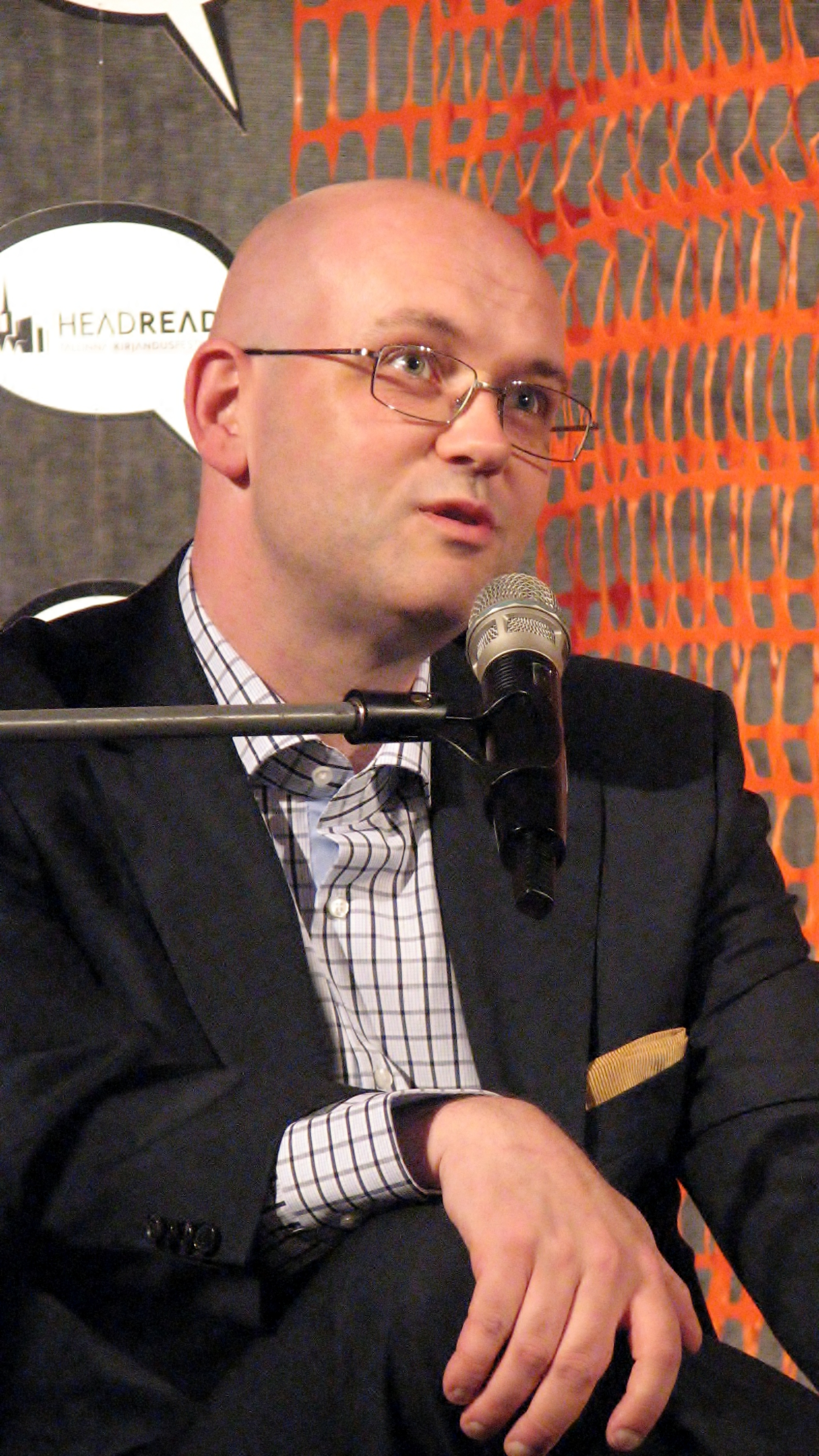
ラース・スヴェンセン、2012年、撮影 Ave Maria Mõistlik。

ラース・フレデリク・ヘンドラー・スヴェンセン（Lars Fredrik Händler Svendsen、1970年 - ）は、ノルウェーの著作家、哲学者、ベルゲン大学教授。スヴェンセンは多数の著書を出しており、26カ国語に翻訳されている。彼はまた、シンクタンクであるシヴィタのプロジェクト責任者も務めている。2008年には、研究成果に対してメルツァー賞を受賞し、2010年にファンゲネス・テスタメンテ賞を受賞した。
彼はカントの解釈学に関する論文で博士号を取った。
スヴェンセンが特定の主題について書いた哲学の本の一部は、英語、ドイツ語、フランス語、デンマーク、スウェーデン語、オランダ語、フィンランド語、ギリシャ語、イタリア語、ポルトガル語、ロシア語、トルコ語、マケドニア語、日本語など多数の言語に翻訳されている。
2011年には、ノルウェー連続テロ事件の実行犯アンネシュ・ベーリング・ブレイビクがネット上で公開していたマニフェスト文書「2083年 - ヨーロッパ独立宣言」のテキストの根底にある哲学的、イデオロギー的背景の分析を行なった。

## おもな著作
- Frihetens filosofi, Universitetsforlaget, 2013 ISBN 9788215021348
- Arbeidets filosofi, Universitetsforlaget, 2011 ISBN 9788215019062
- Øystein Sørensen, Lars Peder Nordbakken, Lars Fr.H. Svendsen: Tre essays om liberalisme. (Antologi) Universitetsforlaget 2009 ISBN 978-82-92581-22-3
- Work, Acumen 2008.
- Frykt, Universitetsforlaget 2007. ISBN 	9788215011752
- Det sanne, det gode og det skjønne: en innføring i filosofi, 2004 ISBN 82-15-00579-9
- Mote: et filosofisk essay, 2004 ISBN 82-15-00291-9
- Hva er filosofi, 2004 ISBN 978-82-15-00410-5
- Mennesket, moralen og genene: en kritikk av biologismen, 2001 ISBN 82-15-00178-5
- Ondskapens filosofi 2001 ISBN 9788215007151
- Kunst: en begrepsavvikling, 2000 ISBN 82-00-45430-4
- Kjedsomhetens filosofi, 1999 ISBN 82-00-12998-5
  - 日本語版：（鳥取絹子 訳）退屈の小さな哲学、集英社（集英社新書）、2005年